# Mike Capel
Michael Lee Capel (nacido el 13 de octubre de 1961) es un ex lanzador diestro de las Grandes Ligas de Béisbol (MLB) que jugó para los Cachorros de Chicago, los Cerveceros de Milwaukee y los Astros de Houston. En 49 juegos de carrera, Capel lanzó 62.1 entradas, ponchó a 43 bateadores y tuvo un récord de victorias y derrotas en su carrera de 3–4 con un promedio de 4.62 carreras obtenidas (ERA). Mientras jugaba en MLB, Capel medía 6 pies y 1 pulgada (185 cm) y pesaba 175 libras (79 kg). Lanzador titular en la universidad y parte de su carrera en las ligas menores de béisbol, se convirtió en pitcheo de relevo mientras estaba en el sistema de ligas menores de Chicago.
Los Filis de Filadelfia eligieron a Capel en la ronda 24 del draft de la MLB de 1980, pero Capel no firmó con el equipo: en su lugar, optó por asistir a la Universidad de Texas. Capel jugó en el equipo All-Star de 1982 USA College, que compitió en la Serie Mundial de Aficionados en Seúl y quedó en tercer lugar. Al año siguiente, Capel y los Longhorns de Texas ganaron la Serie Mundial Universitaria. Después de ser reclutado por los Cachorros, Capel dejó Texas y firmó para jugar béisbol profesional; jugó en seis temporadas de béisbol de ligas menores antes de hacer su debut en la MLB en 1988. Capel pasó toda la temporada de 1989 en Triple-A, un nivel por debajo de las mayores, pero los Cachorros lo liberaron al final del año. Estuvo de acuerdo con los Cerveceros y jugó en MLB después de que una lesión abrió un lugar en la lista de Milwaukee, pero fue liberado nuevamente al final de la temporada. Como agente libre, los Astros firmaron a Capel, y en el transcurso de la temporada lanzó en 25 juegos para el equipo. Pasó la parte final de su carrera en el sistema agrícola Astros, y después de formar parte del equipo Triple-A All-Star de 1992, Capel jugó su última temporada en 1993. Después de retirarse, Capel trabajó como gerente general de un concesionario de automóviles en Houston, Texas.

## Primeros años
Capel nació el 13 de octubre de 1961 en Marshall, Texas, y asistió a Spring High School en el condado de Harris. Cuando era niño, disfrutaba viendo a los Astros jugar los fines de semana. Durante su último año en 1979, los Spring Lions ganaron el campeonato estatal de la conferencia AAAA, y Capel fue nombrado miembro del equipo All-State, compuesto por los mejores jugadores de secundaria del estado. Estableció varios récords de pitcheo en Spring High School. El futuro compañero de equipo, Calvin Schiraldi, calificó a Capel de "lanzador duro cuando salió de la escuela secundaria" y "el mejor chico del estado en 1980"; Roger Clemens dijo que era "probablemente el mejor lanzador del estado en ese momento". Los Filis de Filadelfia seleccionaron a Capel con la selección número 605 en el Draft MLB de 1980, pero en lugar de firmar con los Filis, eligió asistir a la Universidad de Texas.

## Carrera universitaria
Capel se matriculó en la Universidad de Texas en 1981, pero no jugó béisbol, ya que los ligamentos estirados en su codo lo obligaron a perderse su primera temporada. Capel lanzó para el resto de su carrera universitaria para compensar la pérdida de velocidad de su bola rápida. En 1982, fue nombrado miembro del equipo de la Conferencia All-Southwest y lanzó un récord de 9-0 victorias y derrotas con una efectividad de 3.68, ya que los Longhorns terminaron 59-6. Su porcentaje ganador de 1982 de 1,000 lo vincula con otros 10 para el mejor porcentaje ganador de una temporada en la historia de Longhorns (con un mínimo de nueve decisiones). En la Serie Mundial College de 1982, Texas derrotó a los Vaqueros del Estado de Oklahoma y al Cardenal de Stanford, pero las derrotas ante los Huracanes de Miami y los Shockers del Estado de Wichita los eliminaron del juego según el formato de doble eliminación del torneo. Capel jugó en el equipo de los Estados Unidos en la Serie Mundial Amateur de 1982 supervisada por la Federación Internacional de Béisbol. Comenzando contra Australia, lanzó una victoria de 14-4 juegos completos, ya que el partido terminó después de siete entradas según la regla de diez carreras del campeonato. Estados Unidos finalmente se colocó tercero en la competencia.
Los Longhorns de 1983 terminaron con un récord de 61-14 y fueron clasificados como el equipo número uno en la nación por la revista Collegiate Baseball. Esa temporada, el equipo de Texas presentó a cuatro futuros lanzadores de la MLB: Capel, Clemens, Bruce Ruffin y Schiraldi. En la Serie Mundial Universitaria de 1983, Capel permitió cuatro hits en un juego completo contra los Wolverines de Míchigan mientras los Longhorns avanzaban a las finales de la Serie Mundial. Frente a la Marea Carmesí de Alabama, los Longhorns convirtieron a Clemens en su lanzador abridor y ganaron 4–3. El campeonato fue el cuarto título de la Serie Mundial en la historia de la Universidad de Texas, y el primero desde 1975. Capel terminó la temporada con un récord de 13-1 y una efectividad de 2.98. El porcentaje de victorias de su carrera (.957) lo vincula con Rick Burley para el quinto mejor en la historia de Texas Longhorns. En junio, antes de la Serie Mundial Universitaria, fue reclutado por los Cachorros con la selección general número 320 en el draft de la MLB de 1983.

## Carrera profesional

### Chicago Cubs
Después de que firmó un contrato profesional con los Cachorros, Capel ya no arrojó armas. Capel comenzó el béisbol profesional con los Cachorros Quad Cities de Clase A, pero fue promovido a Cachorros Midland de Doble A poco después de la temporada. En 11 juegos, terminó con un récord de 4–3 y una efectividad de 3.51. En 1984, Capel dividió el tiempo de juego entre la clase A-Advanced Lodi Crushers y Midland; lideró a Midland en pérdidas (10) y lanzamientos salvajes (11) y tuvo la segunda peor efectividad (6.31) en el equipo. Con Midland, Capel comenzó 11 juegos de los 16 en los que apareció. En su récord de 0–7 para los Crushers, Tom Alexander del Lodi News-Sentinel escribió que la suerte de Capel "ha sido muy mala cuando se trata de victorias". Tanto Lodi como Midland terminaron sus temporadas con registros perdidos.

De 1985 a 1986, jugó para los Cachorros de Pittsfield de Doble A de la Liga del Este. En 1986, Capel solo lanzó en alivio, tuvo una efectividad de 1.87 mejor en su carrera en 62.2 entradas lanzadas, y lideró a su equipo con 13 salvamentos. Después de ser ascendido a los Cachorros de Iowa Triple-A, Capel dividió el tiempo entre el inicio y el relevo en 1987. A los 7-10, Capel empató en el liderato de Iowa en victorias y derrotas, y lideró al equipo en ponches, con 75; Sus 7 victorias se convirtieron en el máximo de su carrera, y su total de derrotas coincidió con el máximo de su carrera en Midland tres años antes. Después de la temporada, Ray Sons, del Chicago Sun-Times, dijo que Capel "podría estar listo para un alivio intermedio en Chicago", y Dave van Dyck lo incluyó como candidato para la temporada de 1988. Durante el invierno, Capel, Greg Maddux, Manny Trillo, Damon Berryhill y varios otros Cachorros jugaron para equipos en el Caribe. Capel jugó para las Águilas del Zulia de Venezuela y lideró al equipo con cinco salvamentos.
Capel jugó en el balón de entrenamiento de primavera mientras intentaba formar parte del roster de apertura de Chicago. Después de que los Cachorros adquirieron a Mike Bielecki de los Piratas de Pittsburgh el 31 de marzo de 1988, asignaron a Capel a Triple-A a pesar de la predicción del Sun-Times de que estaría en la lista de la MLB. Antes de la adquisición, cuando se suponía que Al Nipper se convertiría en el quinto abridor de los Cachorros, Capel debía ocupar su lugar en el bullpen. Los Cachorros retiraron a Capel y Mark Grace a las mayores el 3 de mayo, mientras que Drew Hall y Rolando Roomes fueron enviados a Iowa; en ese momento, tenía una efectividad de 1.54 y dos salvamentos en la pelota Triple-A. El 7 de mayo, Capel hizo su debut en la MLB: lanzó las últimas 1.2 entradas de un juego contra los Gigantes de San Francisco, no permitió carreras ni hits, pero emitió una caminata en una derrota por 2-1 Cubs. Su primer triunfo en su carrera llegó al día siguiente contra los Gigantes, aunque se salvó al ceder un jonrón de dos carreras a Bob Brenly y perdió una ventaja de 5–4. Los Cachorros finalmente ganaron 13–7. Capel continuó lanzando para el club hasta el 30 de junio, cuando los Cachorros lo llevaron a Iowa para abrir un lugar en la lista para que Rich "Goose" Gossage saliera de la lista de discapacitados de 15 días (DL).
Regresó al club MLB el 8 de agosto para reemplazar a Schiraldi, pero fue degradado el 13 de agosto antes de hacer acto de presencia, ya que Chicago activó a Les Lancaster del DL. Capel se reincorporó al club el 31 de agosto y lanzó cinco juegos más antes del final de la temporada. Durante su primera temporada de MLB, Capel lanzó en 20 juegos y permitió 16 carreras ganadas en 29.1 entradas para una efectividad de 4.91. Lanzó toda la temporada de 1989 para Iowa, apareciendo en 64 juegos para el equipo. El 15 de octubre, Capel recibió la agencia libre de los Cachorros; firmó con los Cerveceros dos meses después.

### Milwaukee Brewers
Capel compitió contra otros 22 lanzadores por un lugar en la lista de MLB en el campamento de entrenamiento de primavera de los Cerveceros. Los Cerveceros optaron por Capel a su afiliada Triple-A, los Denver Zephyrs, el 5 de abril, antes del comienzo de la temporada de Milwaukee en 1990. El 17 de mayo, Denver colocó a Capel en el DL con un tendón de Aquiles tenso, lo que abrió un lugar en la lista de los Zephyrs y permitió a los Cerveceros enviar a Jaime Navarro de regreso a Denver. Cuando los Cerveceros necesitaron un reemplazo para el lesionado Bill Wegman, Capel fue convocado a las ligas mayores. Para su debut en los Cerveceros, Capel enfrentó a cinco bateadores y permitió cuatro carreras (dos contra Capel) contra los Orioles de Baltimore. Su ponche de Billy Ripken fue el único MLB que Capel registró en 1990. El 8 de junio, realizó su segunda y última salida con los Cerveceros y permitió cuatro carreras (tres contra Capel) contra los Azulejos de Toronto; combinados, los bateadores golpearon .857 contra Capel cuando terminó la temporada con una efectividad de 135.00. Cuando Greg Vaughn, que regresaba de una lesión en el dedo del pie del césped y un esguince en el tobillo izquierdo, se activó desde el DL el 11 de junio, Capel fue enviado a Triple-A. Terminó la temporada con Denver, donde tuvo un récord de 4–3 con efectividad de 4.26. El 4 de octubre, los Cerveceros otorgaron a Capel la agencia libre; Firmó con los Astros el 5 de enero de 1991.

### Houston Astros
Capel comenzó su temporada de 1991 con el Triple-A Tucson Toros; los Astros agregaron a Capel a su roster de la MLB el 7 de junio. Dos días después, contra los Mets de Nueva York, Capel permitió el jonrón ganador del juego a Howard Johnson en la parte alta de la undécima entrada. Contra los Mets el 14 de junio, Capel, el lanzador abridor Pete Harnisch y el cerrador Jim Clancy se combinaron para un cuatro bateador. Su última aparición en la MLB fue el 14 de agosto contra los Padres de San Diego, cuando lanzó una entrada en alivio de Jim Corsi en una derrota por 4–1. Capel dijo que lanzar para Houston fue "el punto culminante de mi carrera". Más de 25 juegos lanzados, Capel terminó la temporada con un récord de 1-3 y una efectividad de 3.03.
Para reducir su lista a 35 jugadores, los Astros asignaron Capel y otros siete a los Toros antes de la temporada de MLB de 1992. Capel fue seleccionado para el Juego de Estrellas Triple-A para reemplazar a Tim Scott, a quien los Padres promovieron a MLB. Le dijo a Javier Morales del Arizona Daily Star que "esta es una de las mayores emociones de mi carrera", y esperaba que les mostrara a los Astros que podía lanzar en la MLB. Sin embargo, Doug Jones trabajó como cerrador de Houston en 1992, y Capel nunca jugó para el club MLB. Para los Toros, Capel tuvo un récord de 6–6 y una efectividad de 2.19 con 18 salvamentos líderes en el equipo. La siguiente temporada, los Expos de Montreal invitaron a Capel a su campamento de primavera como invitado no incluido en la lista. Capel eligió permanecer con la organización Astros donde permitió 26 carreras ganadas en 32.2 entradas y lanzó toda la temporada en Triple-A. Los Toros, manejados por Rick Sweet, terminaron primero en la División Sur de la Liga de la Costa del Pacífico (PCL) con un récord de 83-60 y llegaron a los playoffs. A diferencia de los playoffs de MLB de 1993, en los que compitieron cuatro equipos, solo dos equipos pudieron llegar a los playoffs de PCL. En la serie de campeonato, los Toros se enfrentaron a los Portland Beavers, campeones de la División Norte y poseedores de un récord de PCL-87-56. En una serie del mejor de siete, los Toros derrotaron a los Beavers cuatro juegos a dos. Después de la temporada, los Astros no volvieron a firmar a Capel. Mientras jugaba en MLB, Capel medía 6 pies y 1 pulgada (185 cm) y pesaba 175 libras (79 kg).

## Vida personal
En febrero de 1986, Capel lanzó en el juego de la Universidad de Texas Alumni v. Varsity, que terminó en un empate 14-14. Capel comenzó a usar tabaco para mojar en 1976 y en marzo de 1988 le extirparon una lesión no cancerosa del labio; Trató de dejar el producto en marzo de 1988. Capel conoció a su esposa, Elizabeth, en la boda de Roger Clemens. Fuera del béisbol, es un "amigo cercano" de Clemens, y durante el juicio por perjurio de Clemens en 2012, Capel testificó sobre su ética de trabajo y carácter. En 2012, Mike trabajó como gerente general de un concesionario de automóviles en Houston. El hijo de Capel, Conner, jugó béisbol como jardinero de Seven Lakes High School en Katy, Texas, donde, en su último año, tuvo un promedio de bateo de .456 con 23 bases robadas y 36 carreras anotadas. Los Indios de Cleveland seleccionaron a Conner en la quinta ronda del draft de la MLB 2016.